# Tour della nazionale maschile di rugby a 15 dell'Argentina 1997
Nel 1997 la nazionale argentina di rugby si recò in tour in Nuova Zelanda.
Un tour disastroso con una sconfitta record per 8-93 contro gli All Blacks.

## La squadra
- Tre-quarti:
Ezequiel Jurado (Jockey Club de Rosario)
Germán Aristide (Gimnasia y Esgrima de Rosario)
Tomás Solari (Hindú Club)
Diego Albanese (San Isidro Club)
Octavio Bartolucci (Club Atlético de Rosario)
Facundo Soler (Tala RC)
Julián Légora (La Tablada)
Francisco García (Alumni)
Eduardo Simone (Liceo Naval)
Lisandro Arbizu (Belgrano Athletic)
José Cilley (San Isidro Club)
Gonzalo Quesada (Hindú Club)
Nicolás Fernández Miranda (Hindú Club)
Christian Barrea (Córdoba Athletic)
- Avanti:
Pablo Bouza (Duendes)
Pablo Camerlinckx (Regatas de Bella Vista)
Raúl Pérez (Duendes)
Cristián Viel (Newman)
Miguel Ruiz (Teqüé)
Rolando Martin (San Isidro Club)
Ignacio Fernández Lobbe (Liceo Naval)
Roberto Travaglini (CASI)
Guillermo Ugartemedía (Los Matreros)
José Simes (Tala RC)
Pedro Sporleder ( Curupayti)
Germán Llanes (La Plata)
Mauro Reggiardo (Castres (Francia)
Federico Werner (CASI)
Omar Hasan ( Natación y Gimnasia)
Roberto Grau (Liceo Mendoza)
Carlos Promanzio (Duendes)
Mario Ledesma ( Curupayti)
- Capitano: Lisandro Arbizu
- Capo delegazione : José Luis Rolandi
- Manager: Alberto Cafoncelli
- Allenatore : José Luis lmhoff
- Vice Allenatore: José Javier Fernández
- Assistente tecnico: Alex Wyllie

## Risultati
| Arbitro: | Steve Walsh |

|                                                                      |      |                       |
| Rhys Duggan, Norm Hewitt Milton Going, Eugene Martin Adrian Cashmore | mt   | E. Jurado , E. Simone |
| Adrian Cashmore 4                                                    | tr   | G. Quesada 2          |
| Adrian Cashmore                                                      | c.p. | G. Quesada            |

| Arbitro: | Paddy O'Brien |

|                                 |           | |
| mete:                           | Marcatori | mete: Trasf. |
| Anthony Holder, Bruce Henderson | mt        | Pablo Bouza (2), Cristián Viel Francisco García, Tomás Solari Germán Aristide, Mario Ledesma Octavio Bartolucci<b |
|                                 | tr        | José Cilley |

I "Pumas" vengono letteralmente sommersi dagli All Blacks con 14 mete e 93 punti al passivo, un record negativo.
| Arbitro: | Brian Campsall |

| |            | |
| Robin Brooke, Brown Cullen 2, Fitzpatrick, Jones Kronfeld, Marshall, Spencer 2 Stensness, Umaga 2, Randell | mt         | Solari |
| Spencer 10 | tr         | |
| Spencer | c.p.       | Quesada |
| 15 Christian Cullen, 14 Jeff Wilson, 13 Frank Bunce, 12 Lee Stensness, 11 Tana Umaga, 10 Carlos Spencer, 9 Justin Marshall, 8 Zinzan Brooke, 7 Josh Kronfeld, 6 Taine Randell, 5 Robin Brooke, 4 Ian Jones, 3 Olo Brown, 2 Sean Fitzpatrick, 1 Craig Dowd sostituti: Bull Allen, Charles Riechelmann, Glen Osborne, Non entrati: - Jon Preston, Scott McLeod | Formazioni | 15 Ezequiel Jurado, 14 Tomas Solari, 13 Eduardo Simone, 12 Lisandro Arbizu, 11 Facundo Soler, 10 Gonzalo Quesada, 9 Nicolás Fernández Miranda, 8 Pablo Camerlinckx, 7 Cristian Viel Temperley, 6 Rolando Martín, 5 German Llanes, 4 Pedro Sporleder, 3 Roberto Grau, 2 Carlos Promanzio, 1 Mauricio Reggiardo, sostituti: - Francisco García, Miguel Ruiz, Mario Ledesma Arocena, Pablo Bouza - Non entrati: Omar Hasan Jalil, Christian Barrea |

| Arbitro: | Paul Honiss |

|                                                           |      |                |
| Mark Robinson , Kevin Barrett, Kevin Barrett, Lea Potaufa | mt   | Diego Albanese |
| Jason Holland 3                                           | tr   | José Cilley    |
|                                                           | c.p. | José Cilley    |

| Arbitro: | Brian Campsall |

|                                                                           |      |         |
| Allen, RM Brooke Brown, Cullen Kronfeld Randell, Spencer Stensness, Umaga | mt   | Grau    |
| Cullen, Spencer 6                                                         | tr   | Quesada |
| Spencer                                                                   | c.p. | Quesada |